# Падилья-де-Дуэро
Падилья-де-Дуэро, (исп. Padilla de Duero) — бывший населённый пункт в Испании, с середины 1970-х гг. включённый в состав муниципалитета Пеньяфьель в провинции Вальядолид, автономное сообщество Кастилия и Леон.
Поблизости от посёлка обнаружены руины ваккейского и римского города Пинтия, который был причислен к Культурному наследию Испании (es:Bien de Interés Cultural).